# Lenguas tetela
Las lenguas tetela son una división de las lenguas bantúes, codificadas dentro de la zona C.70 en la clasificación de Guthrie. De acuerdo con Nurse y Philippson (2003), junto con el dengés (C.81) y el busong (C.89), estas lenguas constituirían un grupo filogenético válido. Las lenguas de este grupo son:
Tetela-Hamba, Kusu, Nkutu, Yela, Ombo, (C80) Dengese, Shuwa (Pianga)
Maho (2009) añade el langa al grupo C.70.

## Comparación léxica
Los numerales en diferentes lenguas tetela son:
| GLOSA | Tetela    | Kusu    | Nkutu    | Ombo      | Ndengese | PROTO- TETELA |
| ----- | --------- | ------- | -------- | --------- | -------- | ------------- |
| '1'   | ótɔi      | o-mo    | moko     | -mô       | émo      | *-mo          |
| '2'   | haénde    | -pe     | hende    | -fií      | ipé      | *ɸeⁿde        |
| '3'   | hasátu    | -satu   | -satu    | -sátu     | isatu    | *-satu        |
| '4'   | anéi      | -nem    | -nei     | -nei      | inei     | *-nei         |
| '5'   | atánu     | -tanu   | -tanu    | -tanu     | itanu    | *-tanu        |
| '6'   | asamále   | samaro  | samalu   | -samalo   | isamo    | *samalo       |
| '7'   | esambɛ́ɛ́lé | sambele | e-samele | -îsambilí | isambé   | *i-sambede    |
| '8'   | enáánéyi  | e-nanem | i-nane   | inâneí    | inaneyi  | *i-nanei      |
| '9'   | divwá     | di-owa  | du-bwa   | libwâ     | bva      | *-bwa         |
| '10'  | díkumi    | vuːm    | i-ko     | ʤûm       | ʤom      | *             |